# Jewgienij Fiodorow (kolarz)
Jewgienij Wasiljewicz Fiodorow (ros. Евгений Васильевич Фёдоров, ur. 16 lutego 2000 w Aktobe) – kazachski kolarz szosowy.
Fiodorow, wspólnie z Glebem Brusienskim, zdobył złoty medal Letnich Igrzysk Olimpijskich Młodzieży 2018 w rywalizacji drużynowej kolarzy – w ramach konkurencji wchodzących w skład tych zmagań zwyciężył w jeździe drużynowej na czas i zajął 2. lokatę w wyścigu przełajowym.

## Osiągnięcia
Opracowano na podstawie:

2017
- 1. miejsce w mistrzostwach Kazachstanu juniorów (start wspólny)
- 1. miejsce na 4. etapie Tour de DMZ

2018
- 1. miejsce w mistrzostwach Kazachstanu juniorów (jazda indywidualna na czas)
- 3. miejsce w Tour de DMZ
  - 1. miejsce w klasyfikacji górskiej
  - 1. miejsce na 3. etapie
- 1. miejsce w Letnich Igrzysk Olimpijskich Młodzieży 2018 (drużynowo)
  - 1. miejsce w wyścigu ze startu wspólnego
  - 2. miejsce w wyścigu przełajowym

2019
- 1. miejsce w mistrzostwach Azji U23 (jazda indywidualna na czas)
- 2. miejsce w mistrzostwach Azji U23 (start wspólny)
- 1. miejsce w klasyfikacji górskiej Tour of Almaty

2020
- 2. miejsce w Tour de Langkawi
  - 1. miejsce na 1. etapie
- 1. miejsce na 1. etapie Tour du Rwanda
- 1. miejsce na 1. etapie Tour of Szeklerland

2021
- 2. miejsce w mistrzostwach Kazachstanu (jazda indywidualna na czas)
- 1. miejsce w mistrzostwach Kazachstanu (start wspólny)

2022
- 1. miejsce w mistrzostwach świata U23 (start wspólny)
- 2. miejsce w Il Piccolo Lombardia

## Rankingi
| Rok           | 2019 | 2020 | 2021 | 2022 | 2023 | 2024 |
| ------------- | ---- | ---- | ---- | ---- | ---- | ---- |
| World Ranking | 610. | 174. | 484. | 238. | 218. | 277. |
| UCI Asia Tour | 25.  | 2.   | 5.   | 4.   | 3.   | 3.   |
|               |      |      |      |      |      |      |
| Źródło: UCI   |      |      |      |      |      |      |